# Штейбен, Карл Карлович
Барон (с 1831) Карл Ка́рлович Ште́йбен (Карл Вильге́льм фон Што́йбен, нем. Carl Wilhelm von Steuben; Шарль Огю́ст де Ште́йбен, фр. Charles de Steuben; также Сте́йбен; 19 апреля 1788, Бауэрбах, герцогство Саксен-Мейнинген, Священная Римская империя — 21 ноября 1856, Париж, Вторая Французская империя) — немецкий, русский и французский художник, представитель романтического историзма, автор картин на сюжеты из русской, европейской и церковной истории; живописец-портретист и литограф. Профессор Политехнической школы в Париже (с 1831), почётный вольный общник Императорской Академии художеств в Санкт-Петербурге (с 1833). Учитель Гюстава Курбе.

## Биография

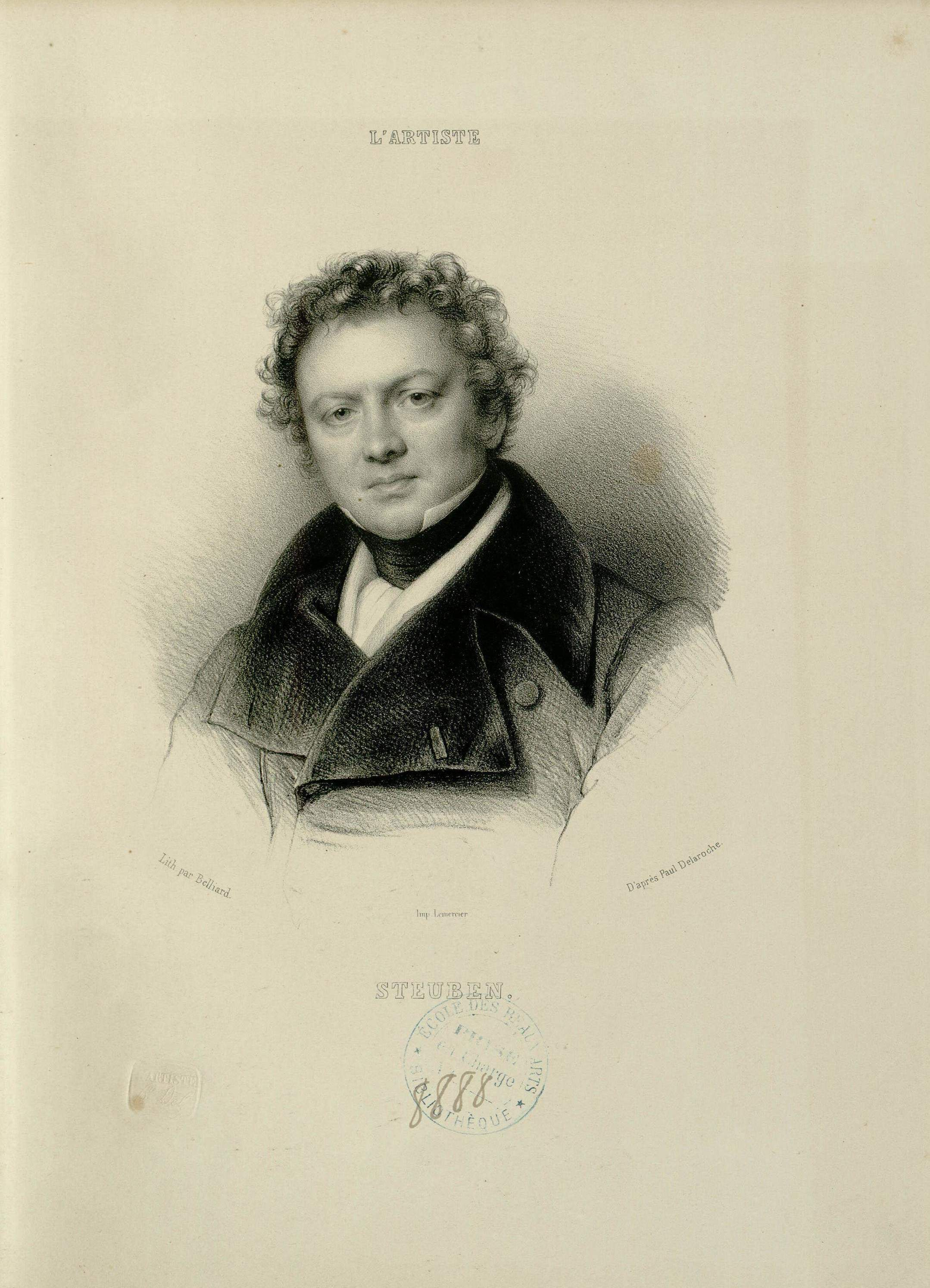
Бельяр, Зефирен. Барон Карл фон Штейбен. 1843

Карл Штойбен (в русских источниках: Штейбен) родился в 1788 году в Бауэрбахе в семье немецкого дворянина, офицера армии герцогства Вюртемберг Карла Ганса Эрнста фон Штойбена. В возрасте двенадцати лет переехал с отцом, который поступил на русскую службу в чине капитана, в Санкт-Петербург, где некоторое время посещал Императорскую Академию художеств (предположительно, мастерскую Степана Щукина) в качестве вольноприходящего ученика.
Летом 1802 года Карл Штейбен, в числе других лиц, сопровождал молодую великую княгиню Марию Павловну, дочь императора Павла I и императрицы Марии Фёдоровны, урождённой принцессы Софии Вюртембергской, в Германию, где она два года спустя вышла замуж за Карла Фридриха, великого герцога Саксен-Веймар-Эйзенахского (1783—1853). После этого 14-летний Штейбен был оставлен пажом при великогерцогском дворе в Веймаре, где на его художественный талант обратил внимание поэт-романтик Фридрих Шиллер. 
В 1803 году Штейбен отправился в Париж с рекомендательным письмом к художнику Франсуа Жерару. После двух лет подготовки в мастерской Жерара, в феврале 1805 года Штейбен поступил в Высшую национальную школу изящных искусств, где в то время преподавали, в частности, Жак Луи Давид и Пьер Поль Прюдон. Основным педагогом Штейбена в Высшей школе стал художник-портретист Робер Лефевр, в мастерской которого он учился.

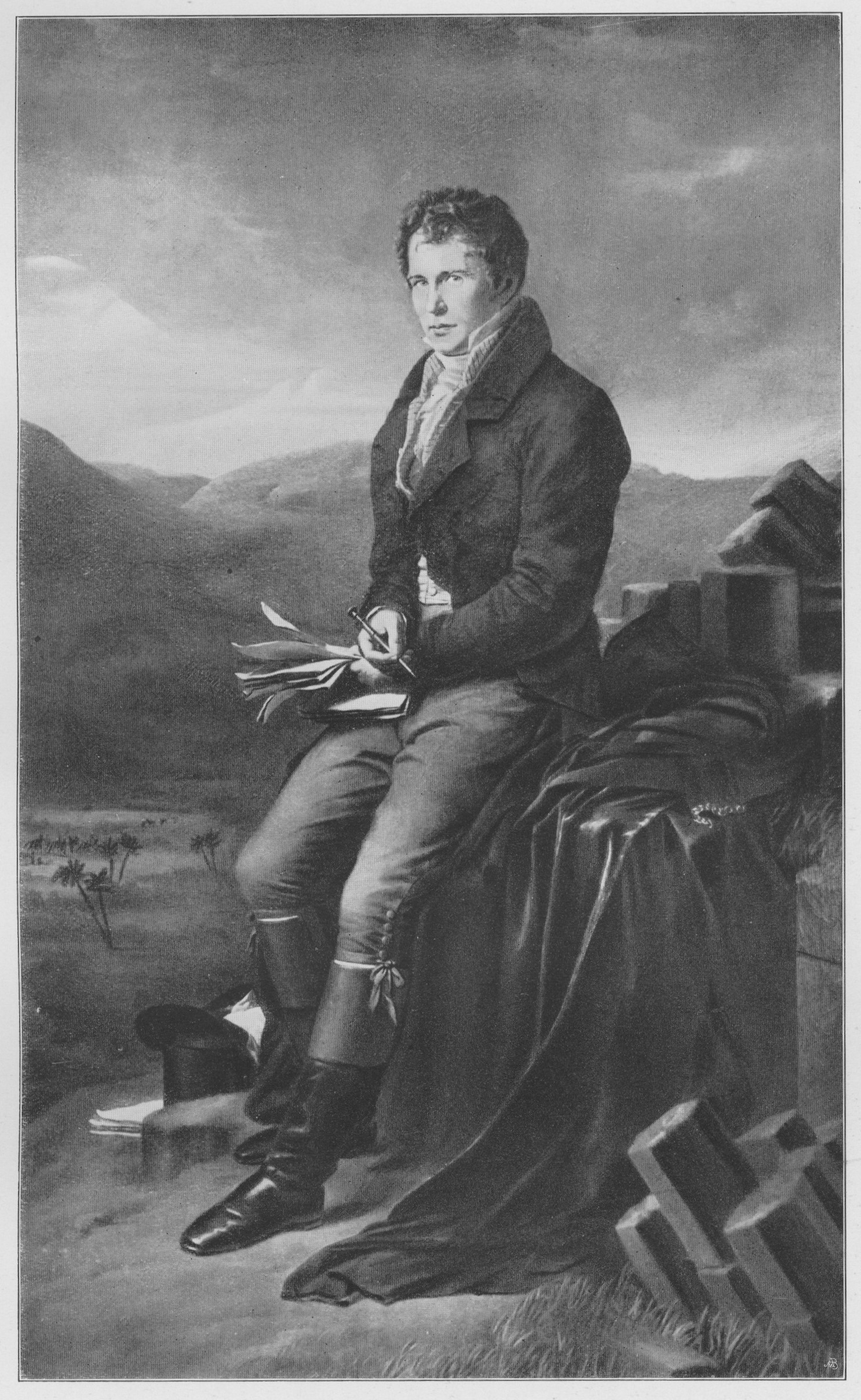
Портрет Александра фон Гумбольдта в полный рост. 1812. Чёрно-белая репродукция с оригинала К. фон Штейбена.

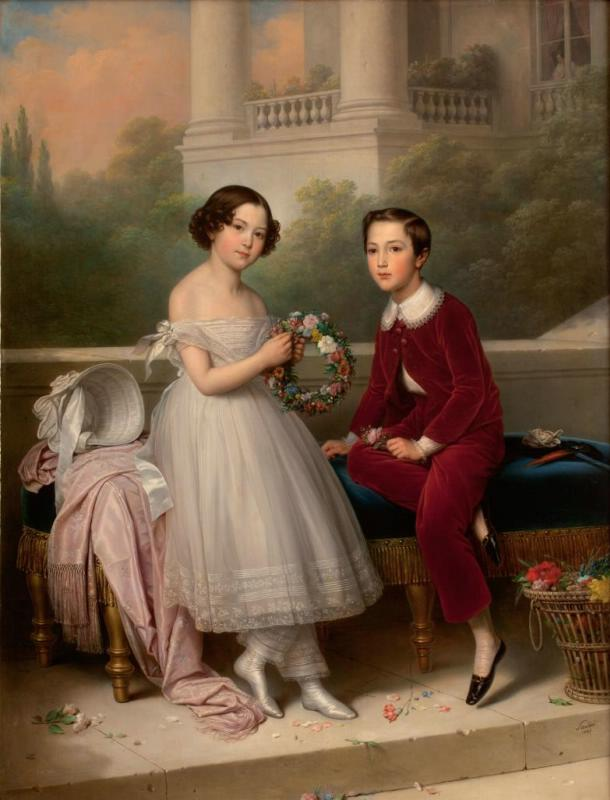
Ирина и Илларион Воронцовы-Дашковы в детском возрасте. 1845. Музей-заповедник «Павловск»

Занимаясь живописью в Париже, Карл Штейбен встретился с натуралистом Александром фон Гумбольдтом, старший брат которого Вильгельм фон Гумбольдт был основателем Берлинского университета. 
Первая же картина Штейбена, выставленная в Парижском салоне 1812 года, «Пётр Великий в бурю на Ладожском озере», произвела впечатление на публику и была приобретена императором Наполеоном I (позднее помещена в музей Амьена). После Реставрации Бурбонов во Франции, король Людовик XVIII приказал воспроизвести картину Штейбена в гобелене, который послал в подарок российскому императору Александру I (гобелен находится Большом Петергофском дворце).
Приобретя таким образом известность, Штейбен поддерживал её дальнейшими работами в историческом, бытовом и портретном жанрах. По заказу главного архитектора Лувра Пьера Фонтена, Штейбен в 1828 году написал плафон «Милосердие Генриха IV после битвы при Иври», украсивший один из залов Лувра. 
Создал также картину «Битва при Пуатье в октябре 732 года», изображающую победу Карла Мартелла над арабами, остановившую мусульманскую экспансию в Европу с испанского направления. Эта картина, написанная между 1834 и 1837 годами, находится в Версале. 
Примерно в то же время он написал картину на другой сюжет из эпохи Средних веков, но на этот раз из испанской истории — «Иоанна Безумная (также известная, как Хуана Кастильская), ожидающая пробуждения своего мертвого мужа, Филиппа Красивого». 
Для версальского дворца Штейбеном были созданы портреты 12 портретов королей и королев Франции и других исторических личностей, в случае с раннесредневековыми королями воспроизводящие их облик весьма произвольно. Эти портреты, заказанные королём Луи Филиппом, до сих пор хранятся в Музее истории Франции Версальского дворца. 
В 1820 году Штейбен женился на художнице-портретистке Элеоноре Троль (1788—1869). На момент свадьбы у супругов уже был сын Жозеф Александр (1814—1862), который также стал живописцем.
Живя в Париже, Штейбен не только писал картины, но и преподавал рисование в Политехнической школе, где одним из его учеников был Гюстав Курбе. В 1823 году он принял французское подданство. В 1831 года король Луи Филипп I, за заслуги Штейбена в области живописи, возвёл его в баронское достоинство — чрезвычайно редкая награда для художника в ту эпоху. В том же году Штейбен получил звание профессора Политехнической школы.
В 1833 году Императорская Академия художеств в Санкт-Петербурге присудила Штейбену звание почётного вольного общника.
В 1843 году он был приглашён в Санкт-Петербург для написания семи образов для Исаакиевского собора. Штейбен прибыл в Санкт-Петербург и выполнил заказ и создал семь образов («Рождество Иоанна Предтечи», «Святые Иоаким и Анна», «Рождество Богородицы», «Вход Господень в Иерусалим», «Распятие Христово», «Воскресение Христово» и «Взятие Богородицы на небо»), которые были после этого размещены в нишах колонн и пилястр собора.
Помимо этого, Штейбен написал в Санкт-Петербурге большую картину «Гибель генерала Моро в лейпцигской битве» и несколько портретов: негоциантов В. А. Кокорева (в Севастопольском художественном музее, вариант — в Русском музее) и Д. Е. Бенардаки, актёра В. В. Самойлова (находился в музее Академии художеств, с 1925 года в Русском музее) и ряда других лиц.
В 1854 году Штейбен уехал обратно во Францию совсем больным вследствие прогрессирующего паралича. В Париже с ним случилось ещё два удара, лишившие его способности работать. Проболев два года, он умер 21 ноября 1856 года. Похоронен на кладбище Пер-Лашез (уч. 51).
В санкт-петербургском Эрмитаже хранятся четыре картины Карла фон Штейбена.

## Галерея

### Картины на российские сюжеты

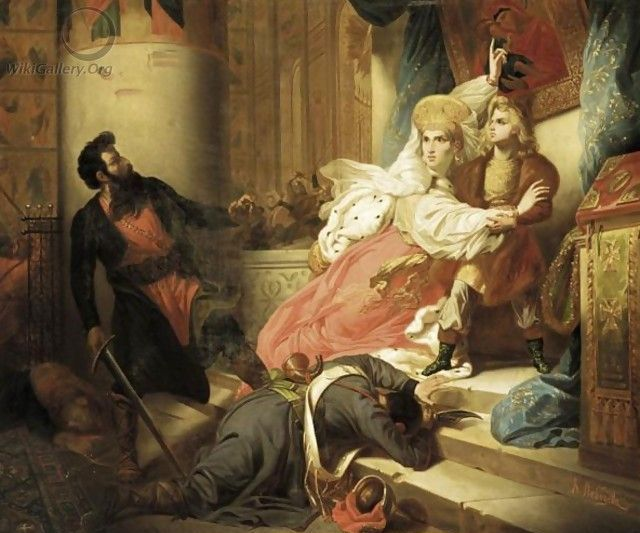
Петр Великий в детстве, спасаемый матерью от ярости стрельцов. 1830. Холст, масло. Государственный Русский музей, Санкт-Петербург[20]. Первая версия 1827 года находится в музее Изящных искусств Валансьена[21].
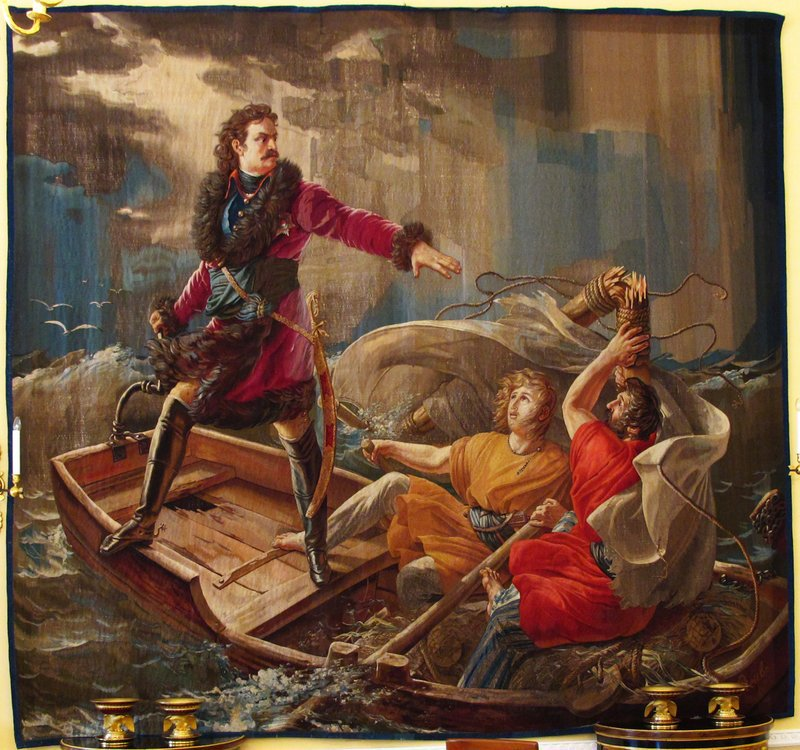
Гобелен «Подвиг Петра Великого во время бури на Ладожском озере» по картине К. Штейбена. 1818. Музей-заповедник «Петергоф»
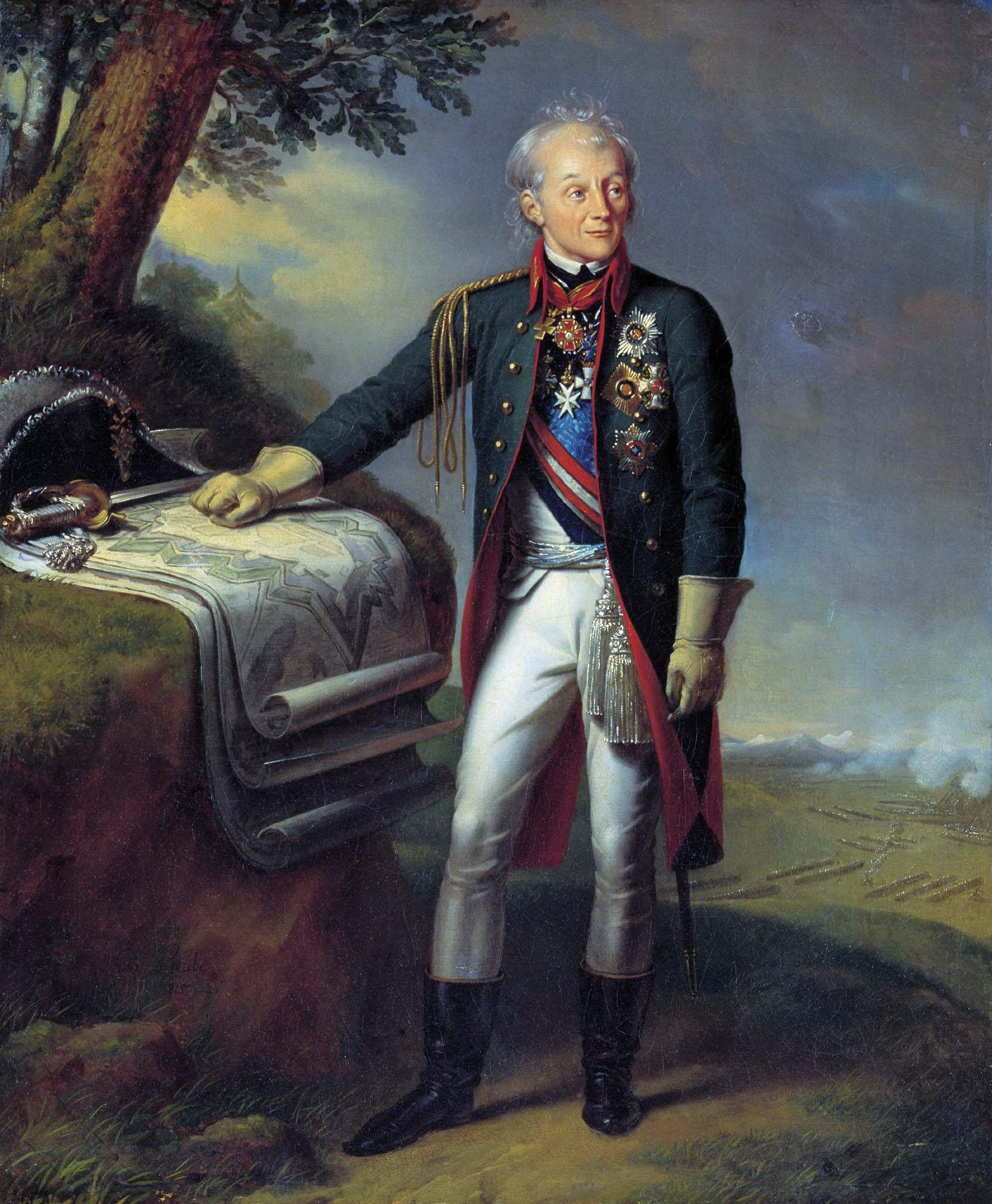
Портрет А. В. Суворова. 1815.
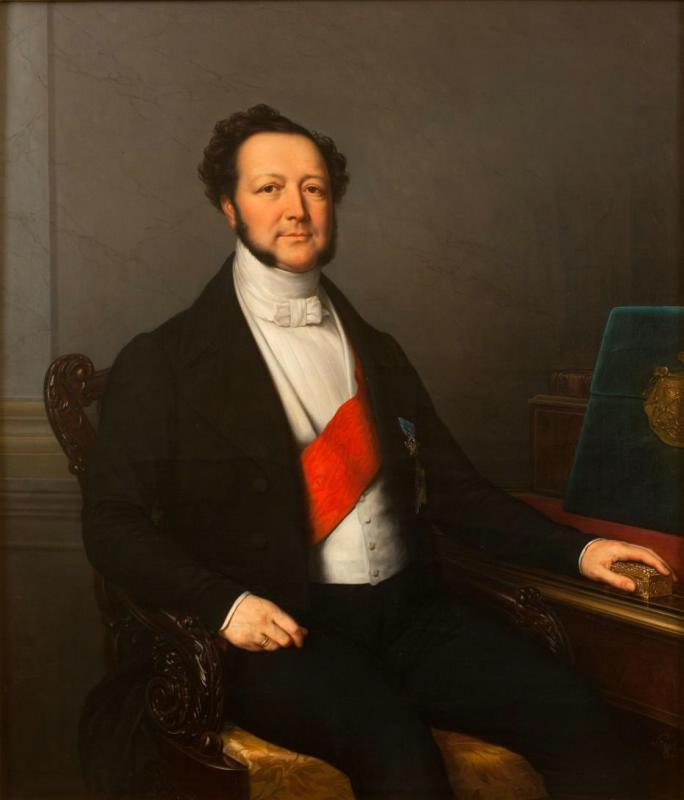
Портрет графа Ивана Илларионовича Воронцова-Дашкова. 1845. Холст, масло. Государственный музей-заповедник Павловск
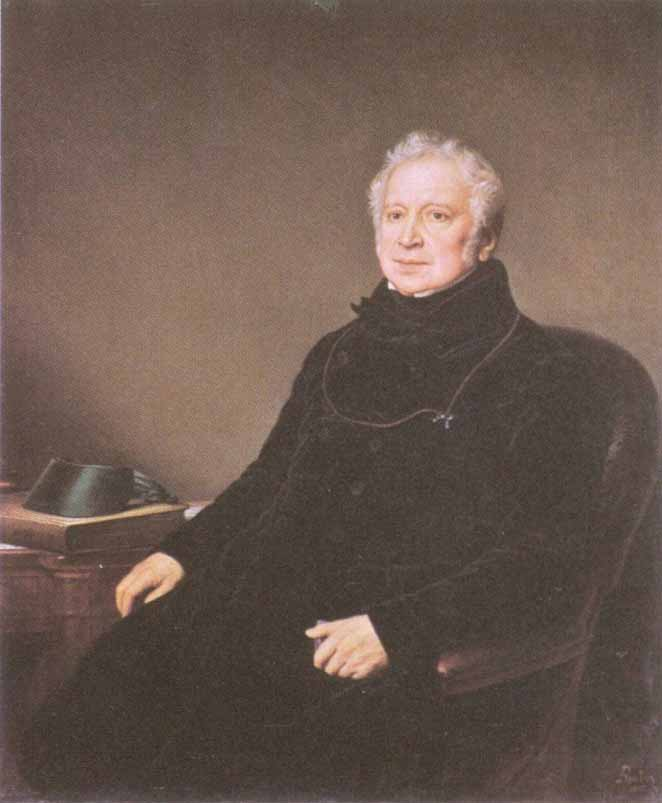
Портрет графа Г. А. Строганова. 1845. Холст, масло. Государственный Русский музей
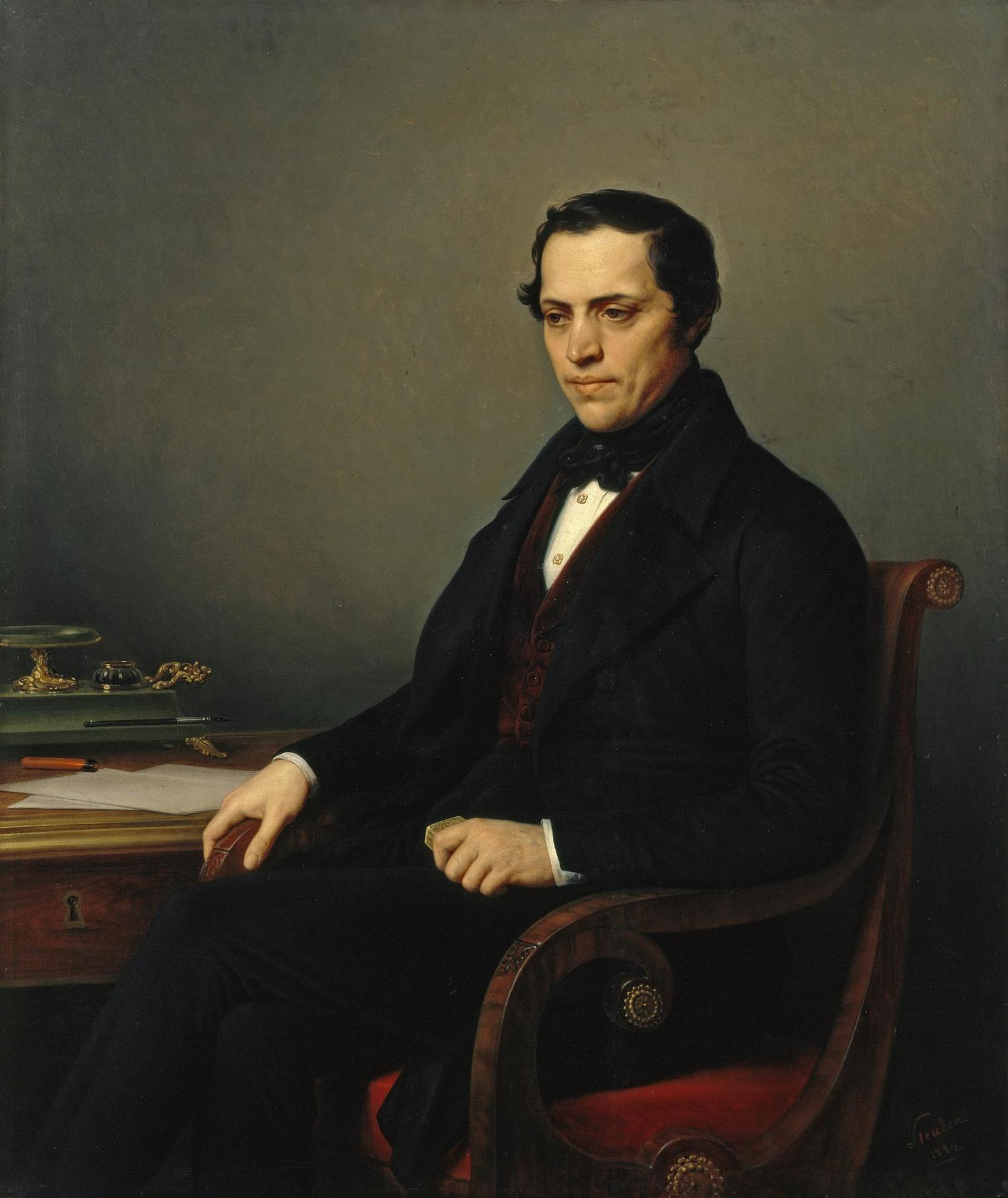
Портрет Дмитрия Егоровича Бенардаки. 1844. Холст, масло. Государственный Эрмитаж
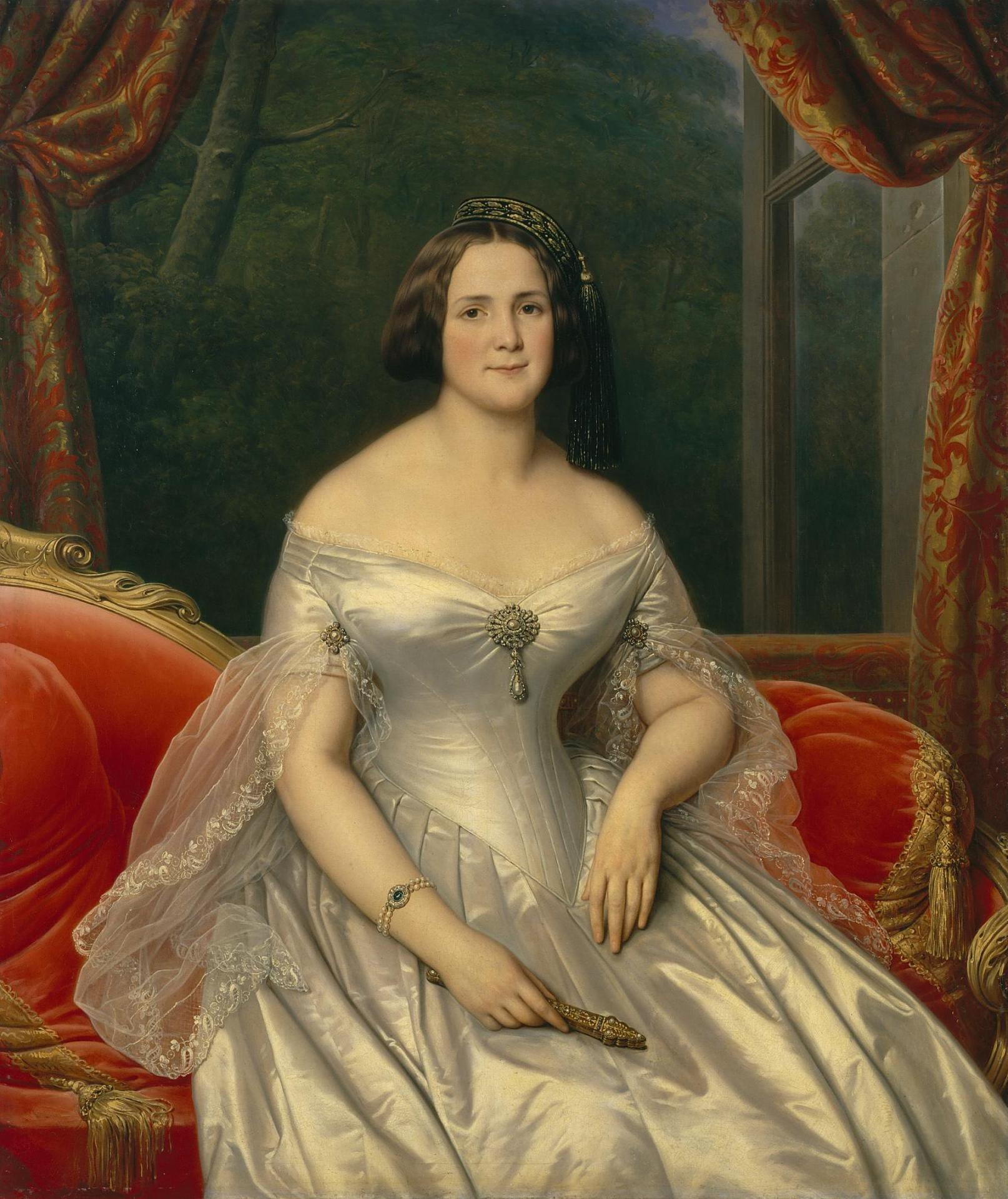
Портрет Анны Егоровны Бенардаки. 1844. Холст, масло. Государственный Эрмитаж
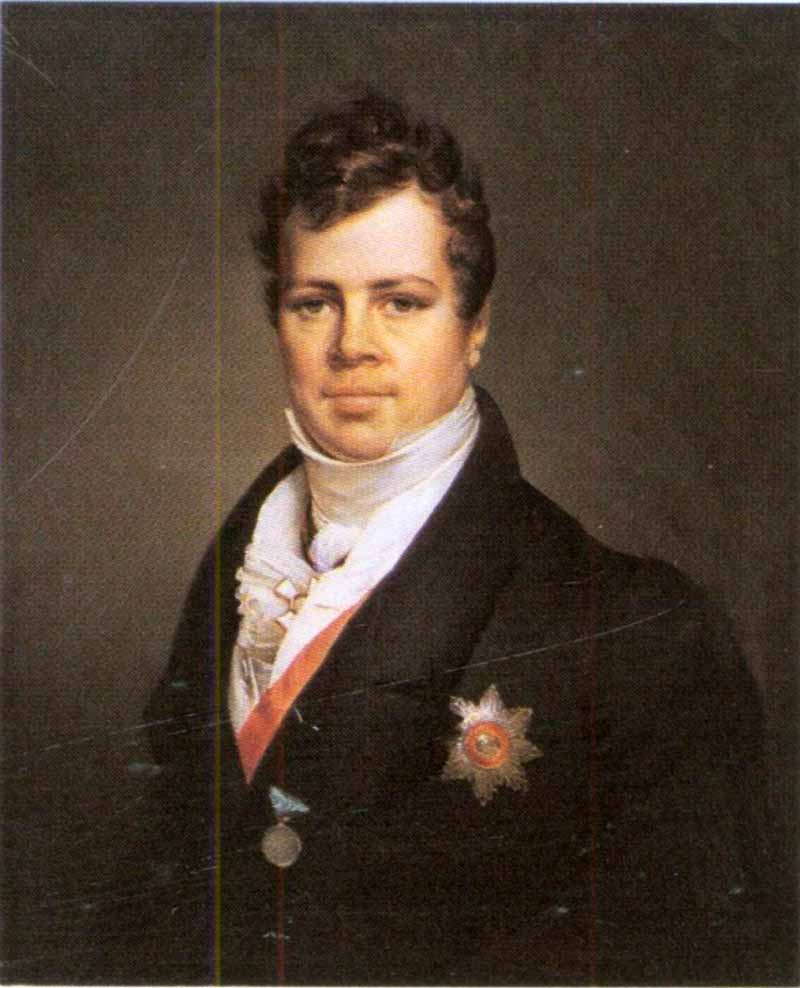
Портрет барона М. де Дамаса. Между 1824 и 1826. Холст, масло. Государственный Русский музей
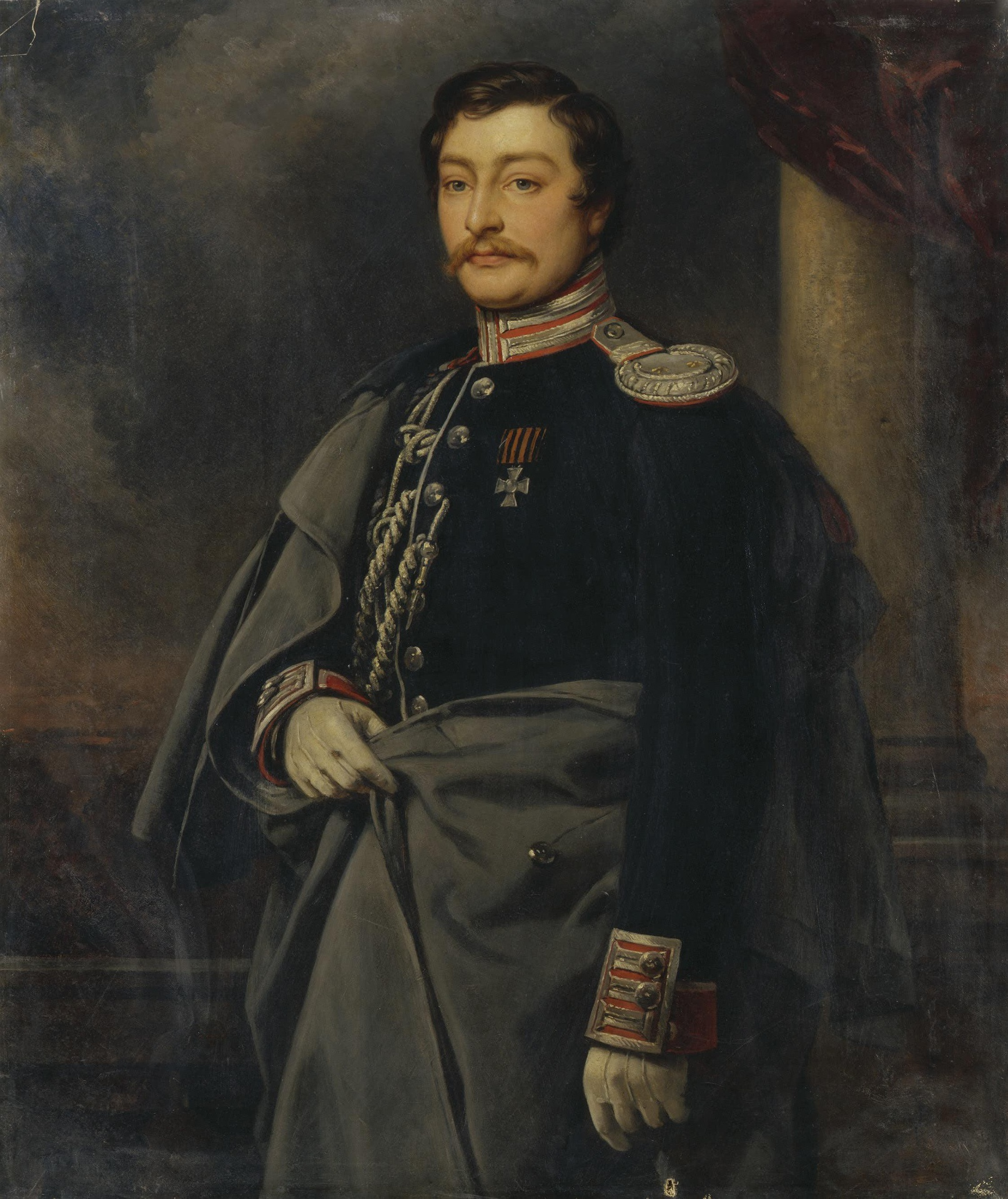
Портрет Александра Павловича Бенкендорфа. Между 1841 и 1860. Холст, масло. Государственный Эрмитаж
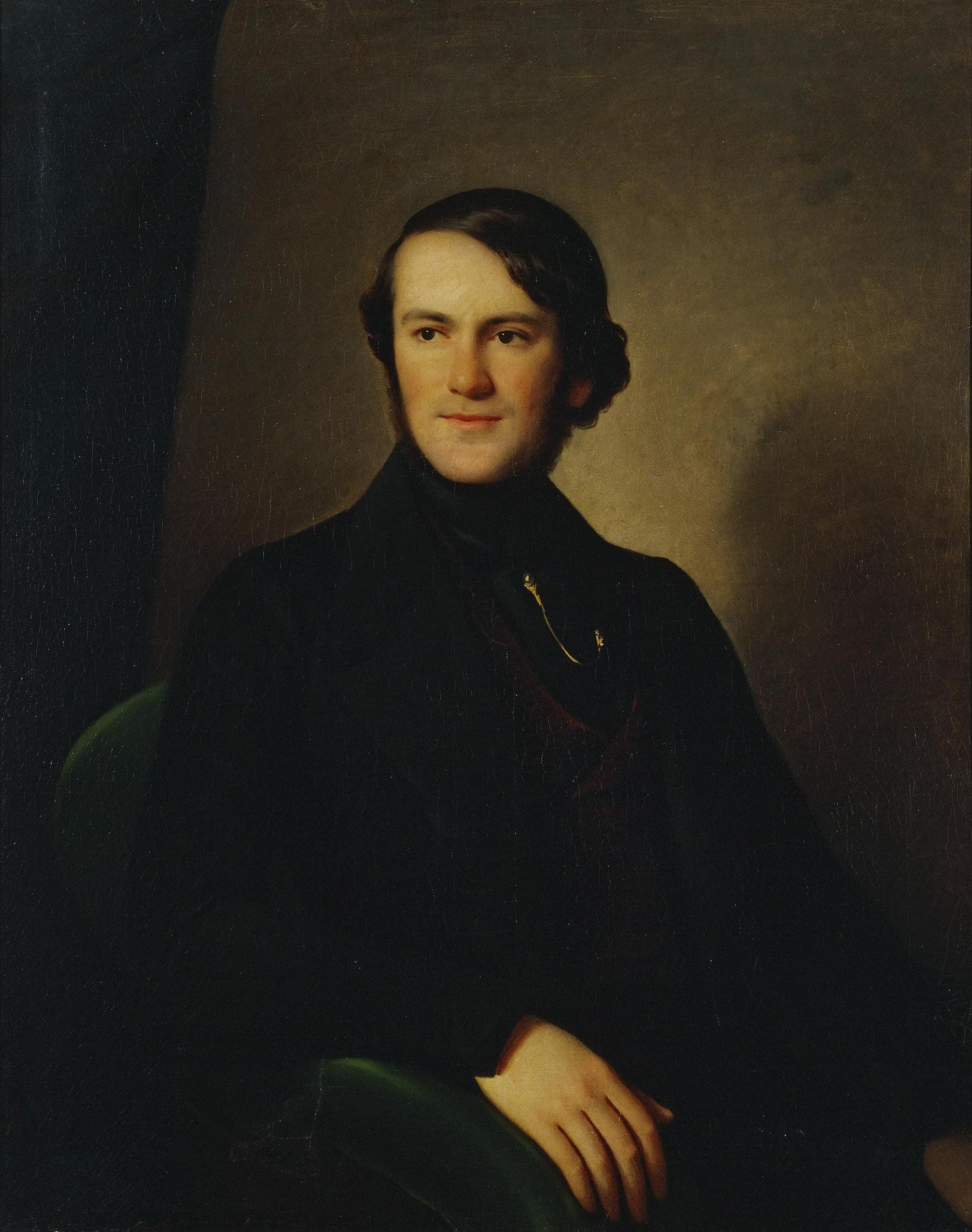
Портрет барона Александра Людвиговича Штиглица. 1840-е. Холст, масло. Государственный Эрмитаж

### Картины на сюжеты из европейской и церковной истории

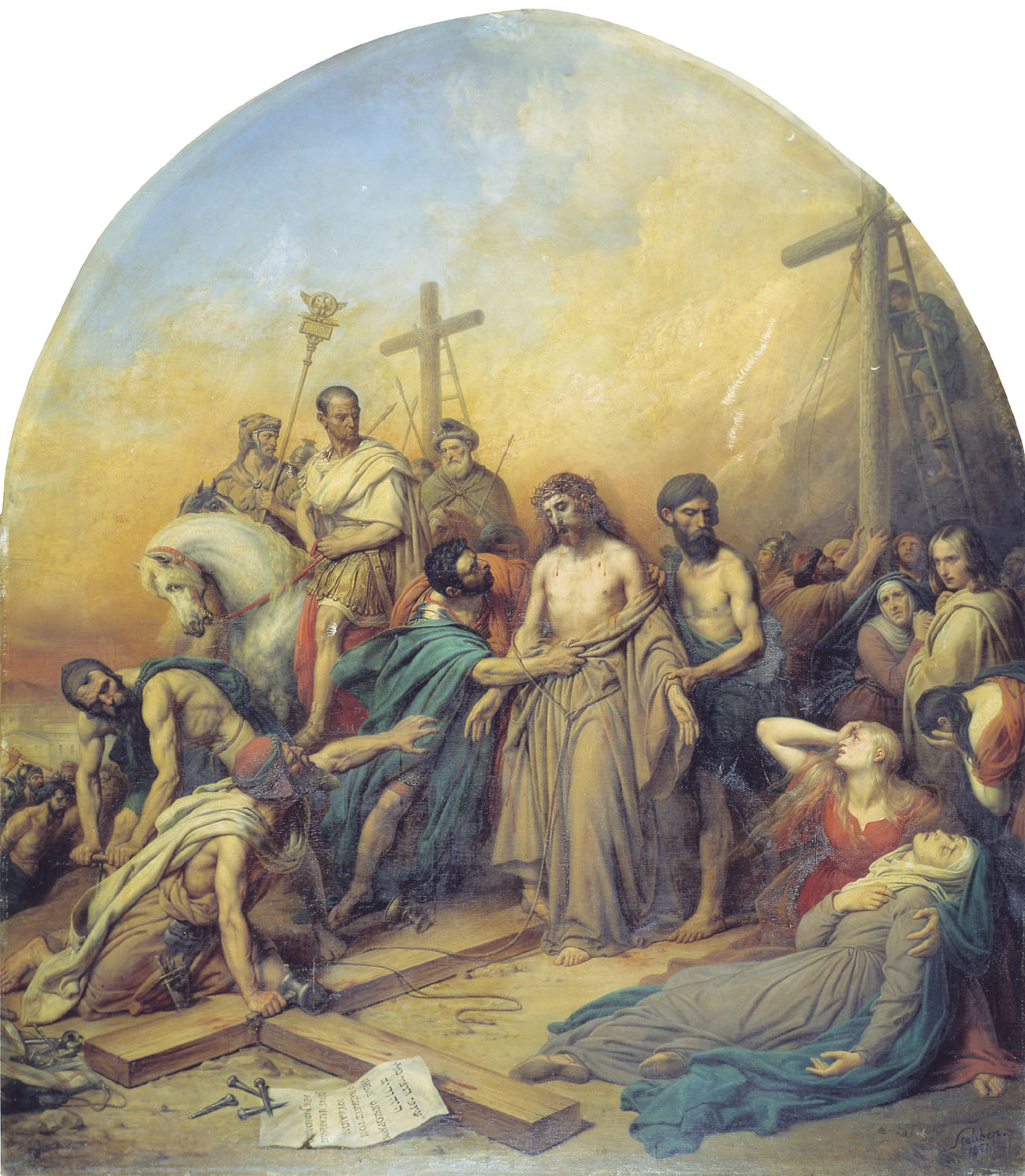
Христос, приведенный на Голгофу. 1841
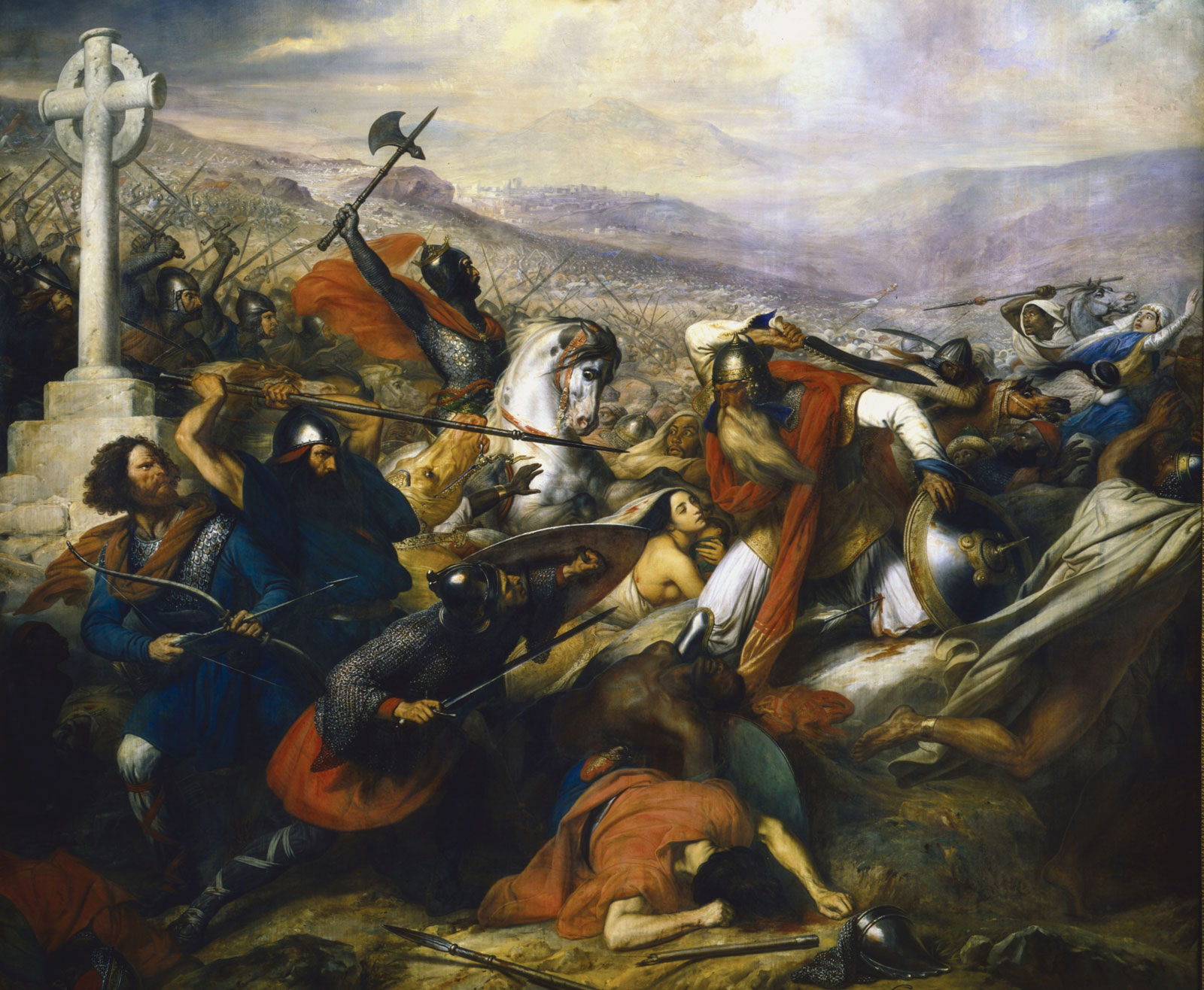
Битва при Пуатье 732 года. Между 1834 и 1837. Версаль
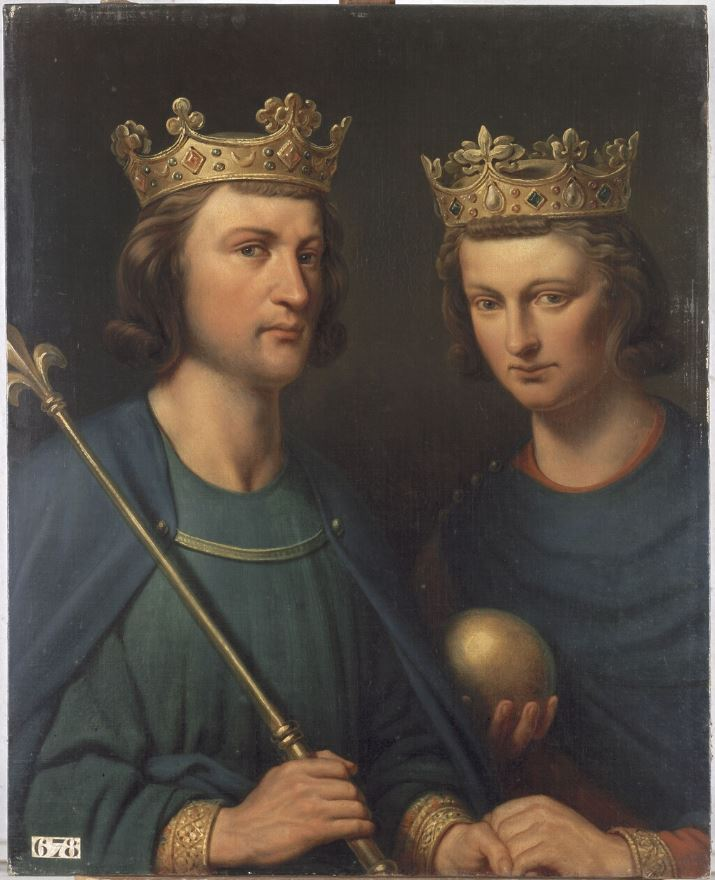
Людовик III и Карломан. 1837. Версаль
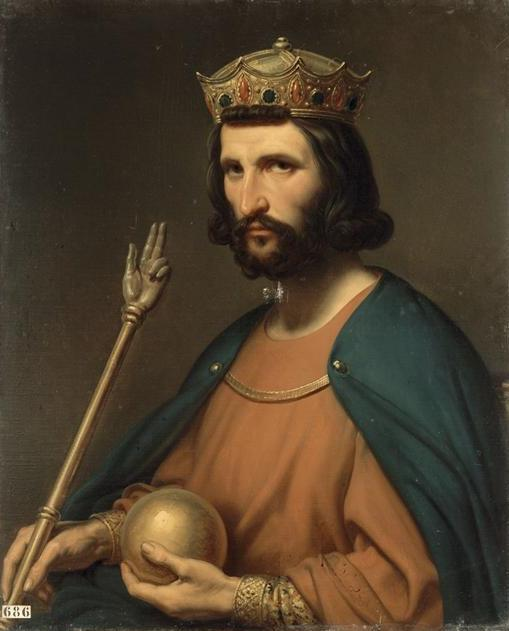
Король Гуго Капет. 1837. Версаль
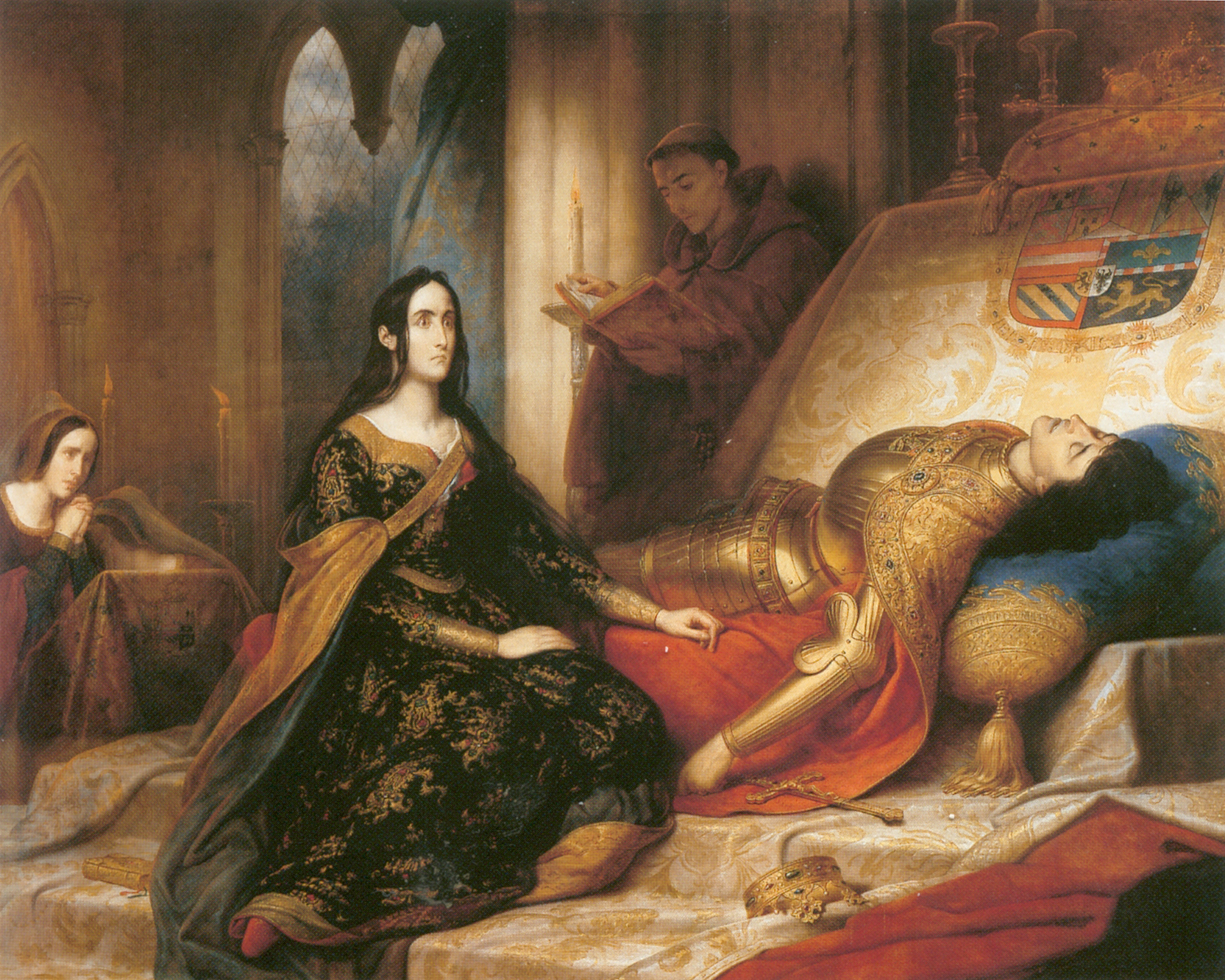
Безумие Хуаны Кастильской[22]. 1836. Дворец изящных искусств, Лилль
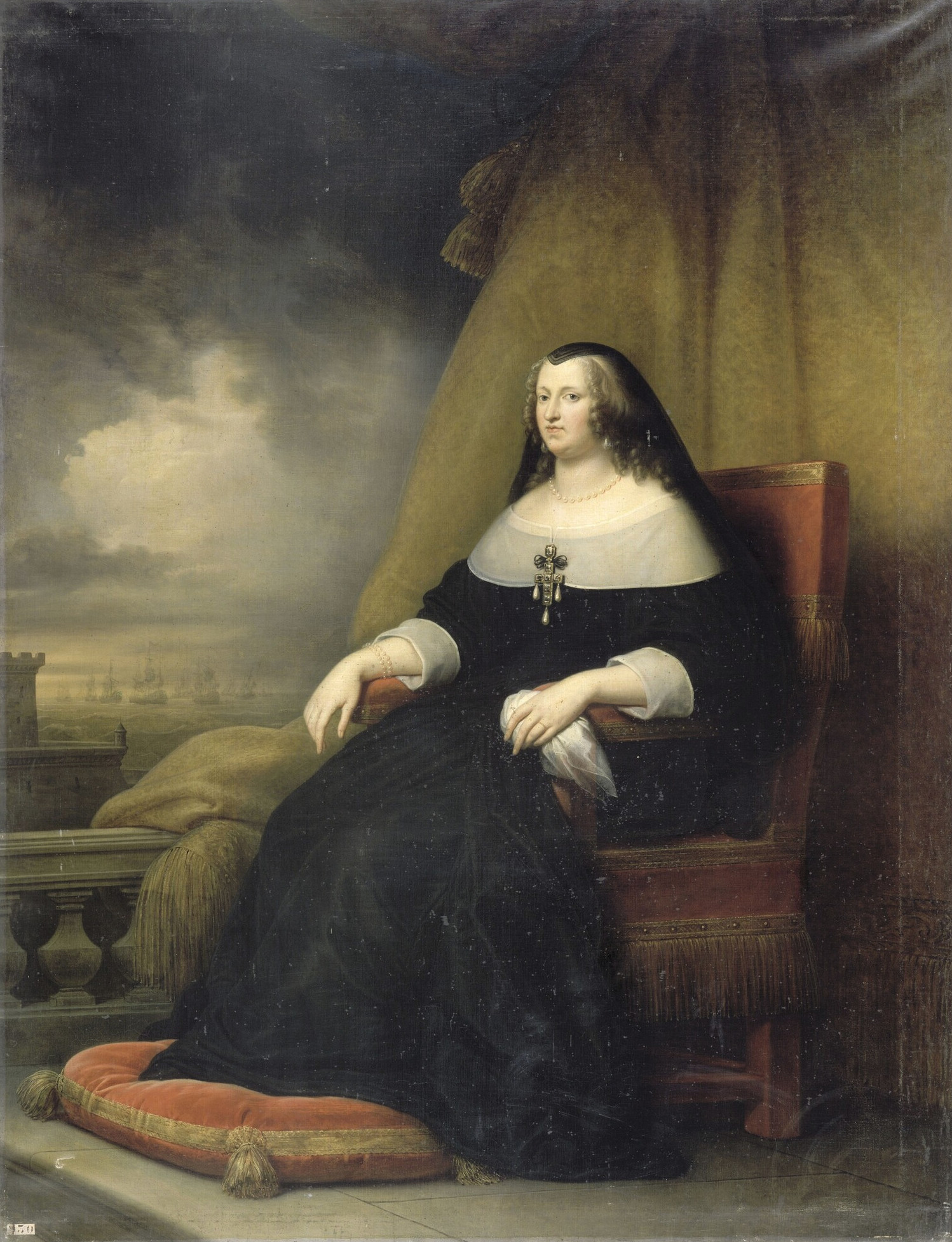
Анна Австрийская, королева Франции. Между 1836 и 1838. Версаль
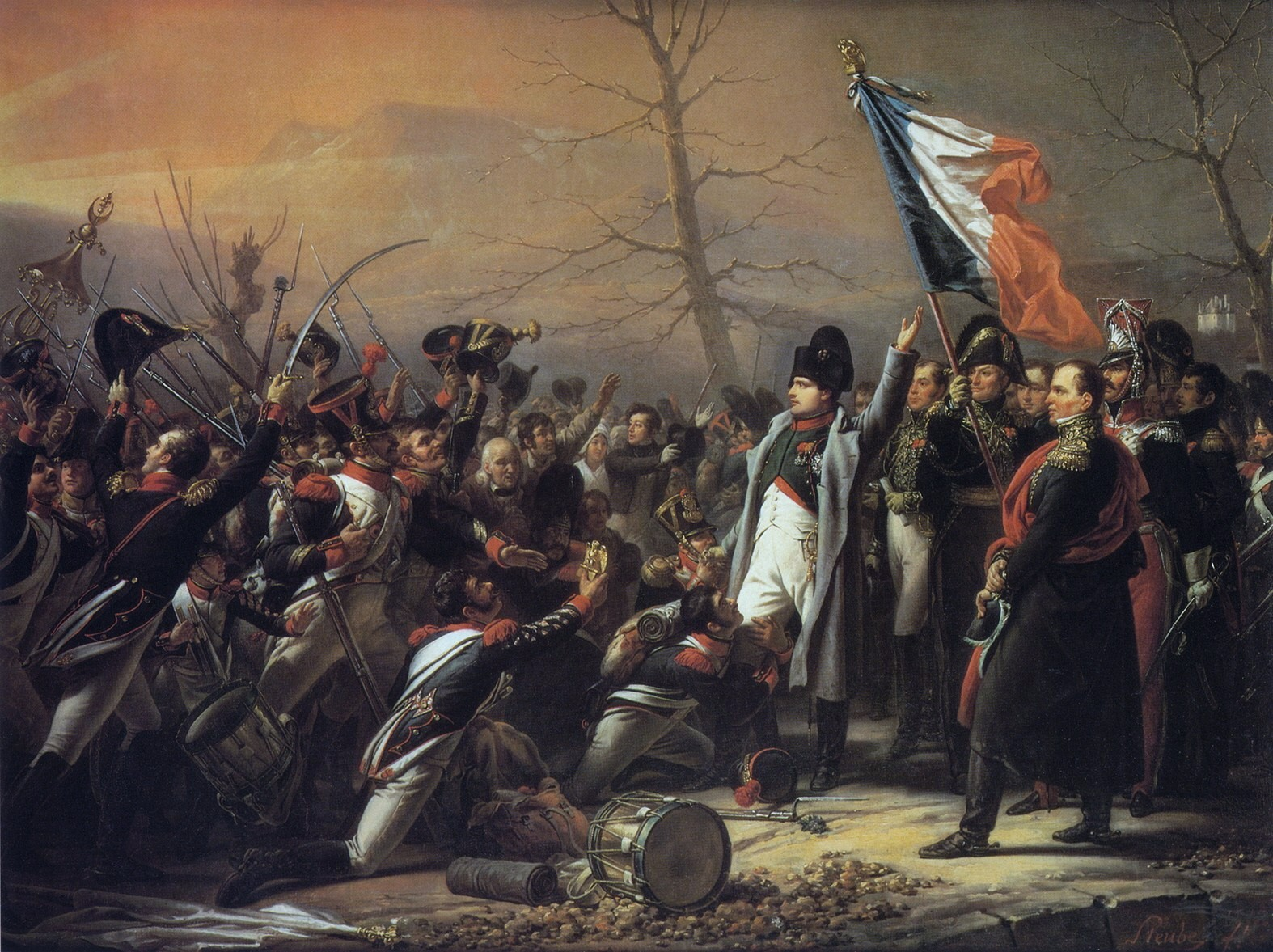
Возвращение Наполеона с острова Эльба. 1818. Частное собрание
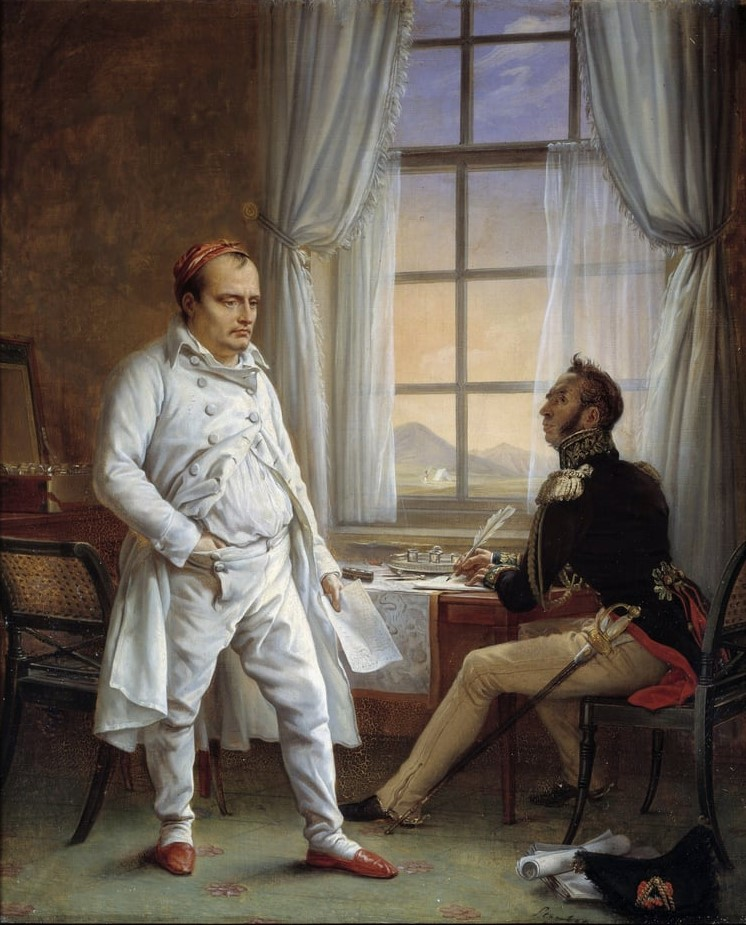
Наполеон на Острове Святой Елены диктует генералу Гурго свою биографию. Около 1830. Музей Наполеона на острове Экс
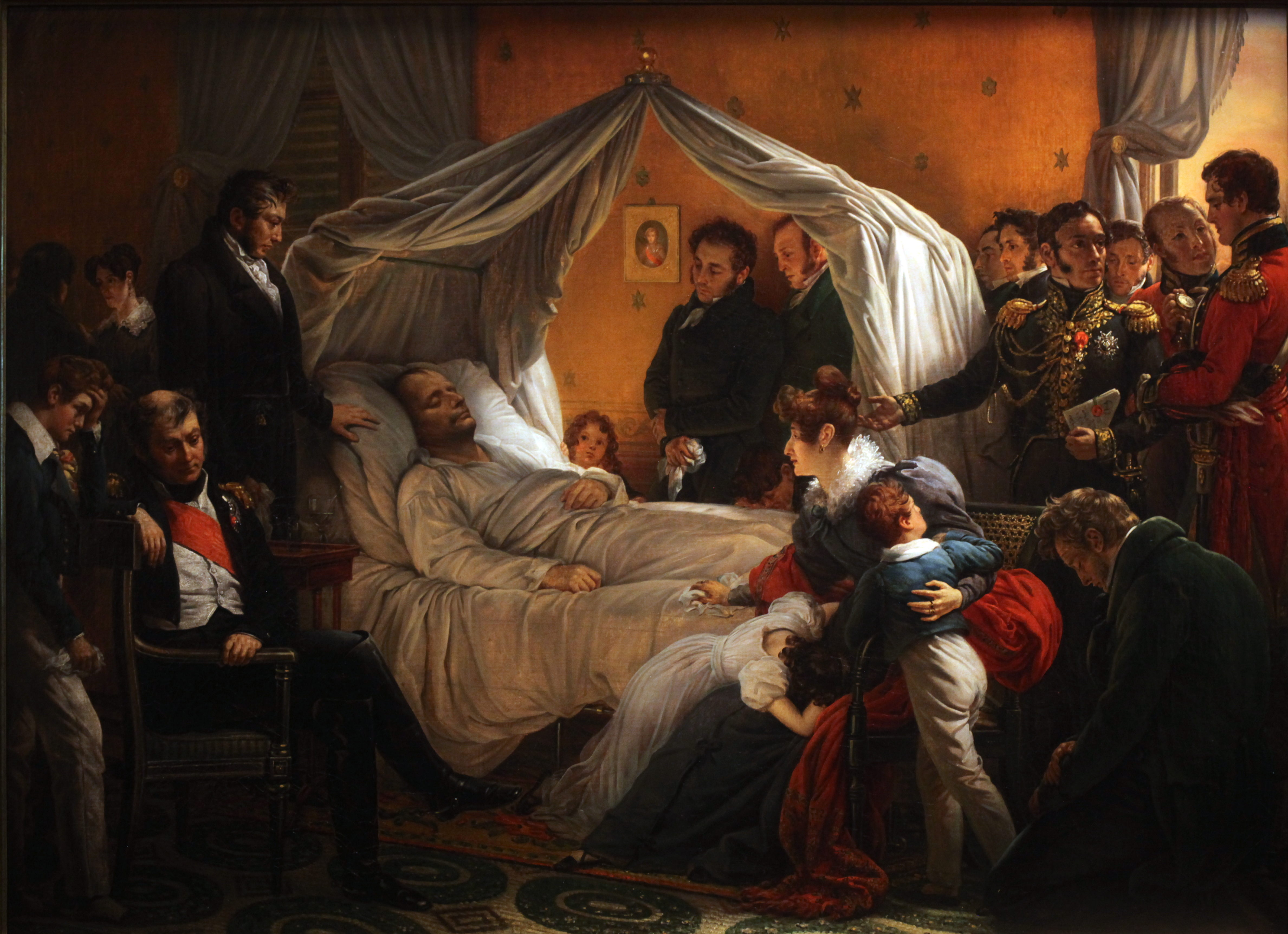
Смерть Наполеона. 1828. Замок Арененберг
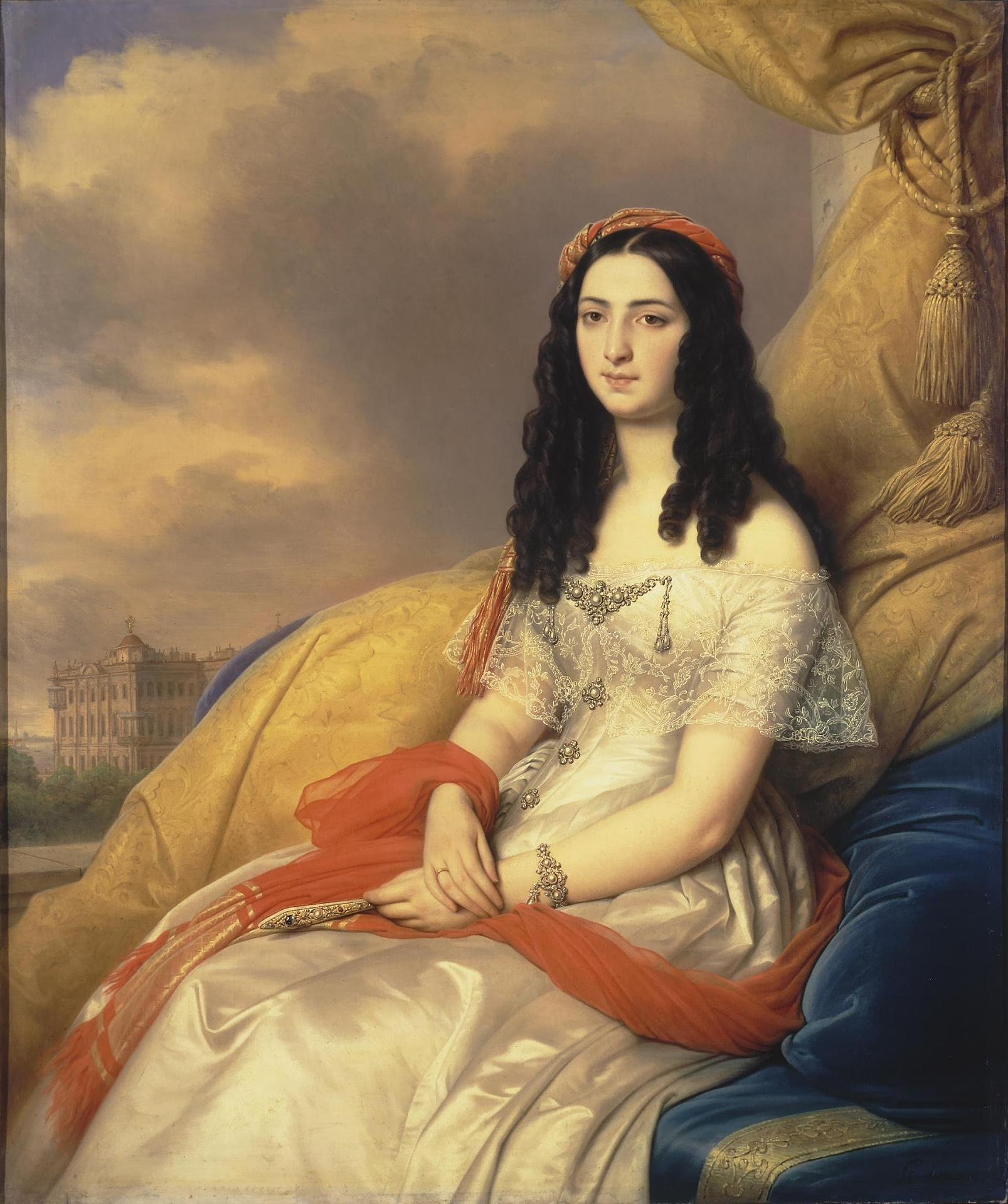
Портрет французской писательницы графини Д’Аш. 1844. Государственный Эрмитаж

### Некоторые другие произведения
Местонахождения картин указаны по состоянию на начало XX века
- Святой Герман (Жермен) Парижский, раздающий своё имущество бедным (1819; в церкви Сен-Жермен-де-Пре, Париж)
- Меркурий усыпляет Аргуса (1822; Компьеньский дворец)
- Вильгельм Телль, выскакивающий из шлюпки наместника Гесслера (1822)
- Клятва трёх лидеров швейцарского восстания на лугу Рютли (1824)
- Сандрильона
- Эсмеральда и Квазимодо (1839; в Нантском музее)
- Иосиф и Жена Потифара (1843)
- Самсон и Далила (1843)
- Взятие Богоматери на небо (в Страсбургском соборе)
- Плафон «Милосердие Генриха IV после битвы при Иври» и портреты сподвижников этого государя на сводах потолка в одном из залов Лувра.
- Двенадцать портретов исторических лиц (в Версале)